# تازة كند نهند
تازة كند نهند هي قرية في مقاطعة هريس، إيران. عدد سكان هذه القرية هو 278 في سنة 2006.